# アントニオ・デ・ラ・ガンダラ
アントニオ・デ・ラ・ガンダラ（Antonio de La Gandara、1861年12月16日 - 1917年6月30日）は、メキシコ人の父親とイギリス人の母親を持つフランスの画家である。19世紀末から第一次世界大戦勃発までの華やかなパリの「ベル・エポック」と呼ばれる時代に人気のあった画家、イラストレーターである。社交界で人気のあった人物の肖像画などを描いた。

## 略歴
パリで生まれた。父親のAntoine Cristino de la Gandaraはメキシコ、サン・ルイス・ポトシの出身のランティエ（利子生活者）で、母親のLouisa Maria Antoinette Mayerはイギリス、リヴァプール生まれの女性であった。1878年からパリ国立高等美術学校で絵の修行を始め、ジャン＝レオン・ジェロームやアレクサンドル・カバネルの学生になり、1881年まで学んだ。1882年にフランス芸術家協会の展覧会に初出展し、1884年に肖像画で選外佳作を受賞した。
1885年にダンディーとして知られる伯爵ロベール・ド・モンテスキューと知り合い、肖像画を描き、支援を受け 、多くの上流階級の女性を紹介され肖像画を描いて人気を得た。
1889年のパリ万国博覧会の展覧会で銅メダルを受賞した。1890年代はフランス芸術家協会の展覧会や国民美術協会の展覧会に出展した。1898年にはニューヨークのポール・デュラン＝リュエルの画廊で最初の個展を開いた。1900年のパリ万国博覧会の展覧会では銀メダルを受賞し、レジオンドヌール勲章（シュバリエ）を受勲した。
2度、結婚し3人の娘がいたがジョン・シンガー・サージェントの絵画『マダムXの肖像』のモデルとなったことで有名なアメリカ女性、ヴィルジニー・アメリー・アヴェーニョ・ゴートロー(1859–1915)と1898年に肖像画を描くために知り合ったあとは愛人になったという噂があった。
第一次世界大戦中が始まると、マヨルカ島でくらしたが、1917年にパリの仕事場で心臓麻痺で急死した。没後、アントニオ・デ・ラ・ガンダラの作品の人気は急速に低下したとされる。ペール・ラシェーズ墓地に埋葬された。

## 作品

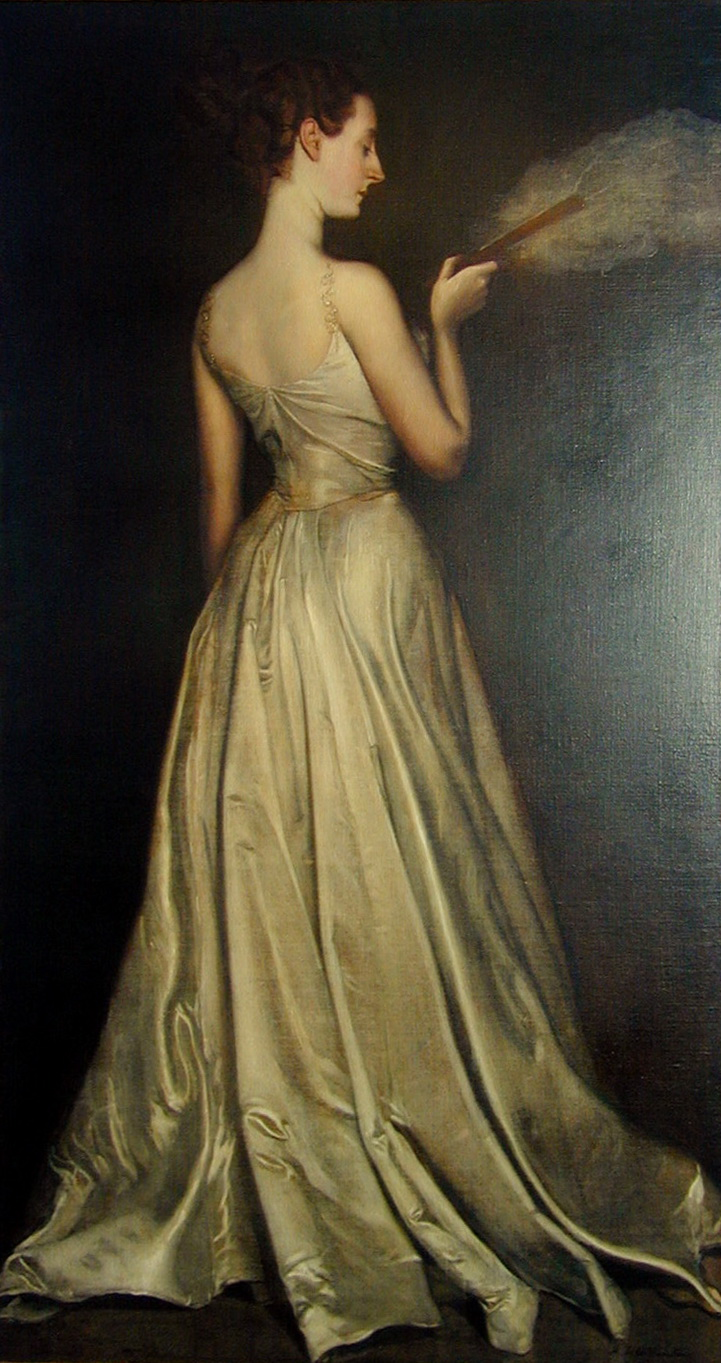
『ピエール・ゴートリー夫人』(1898) ギブス美術館
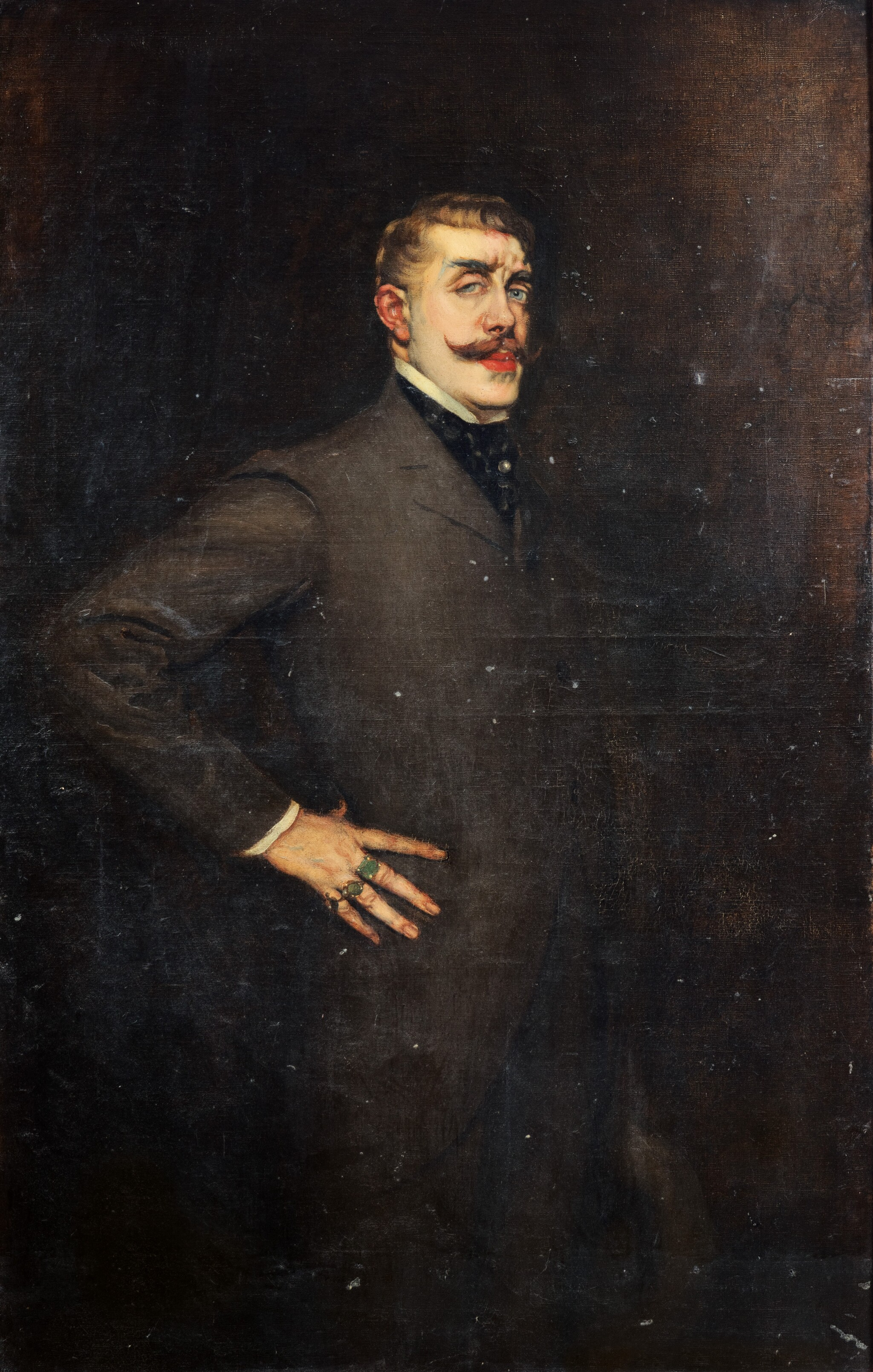
ジャン・ロラン(文学者)の肖像画 (1902) オルセー美術館
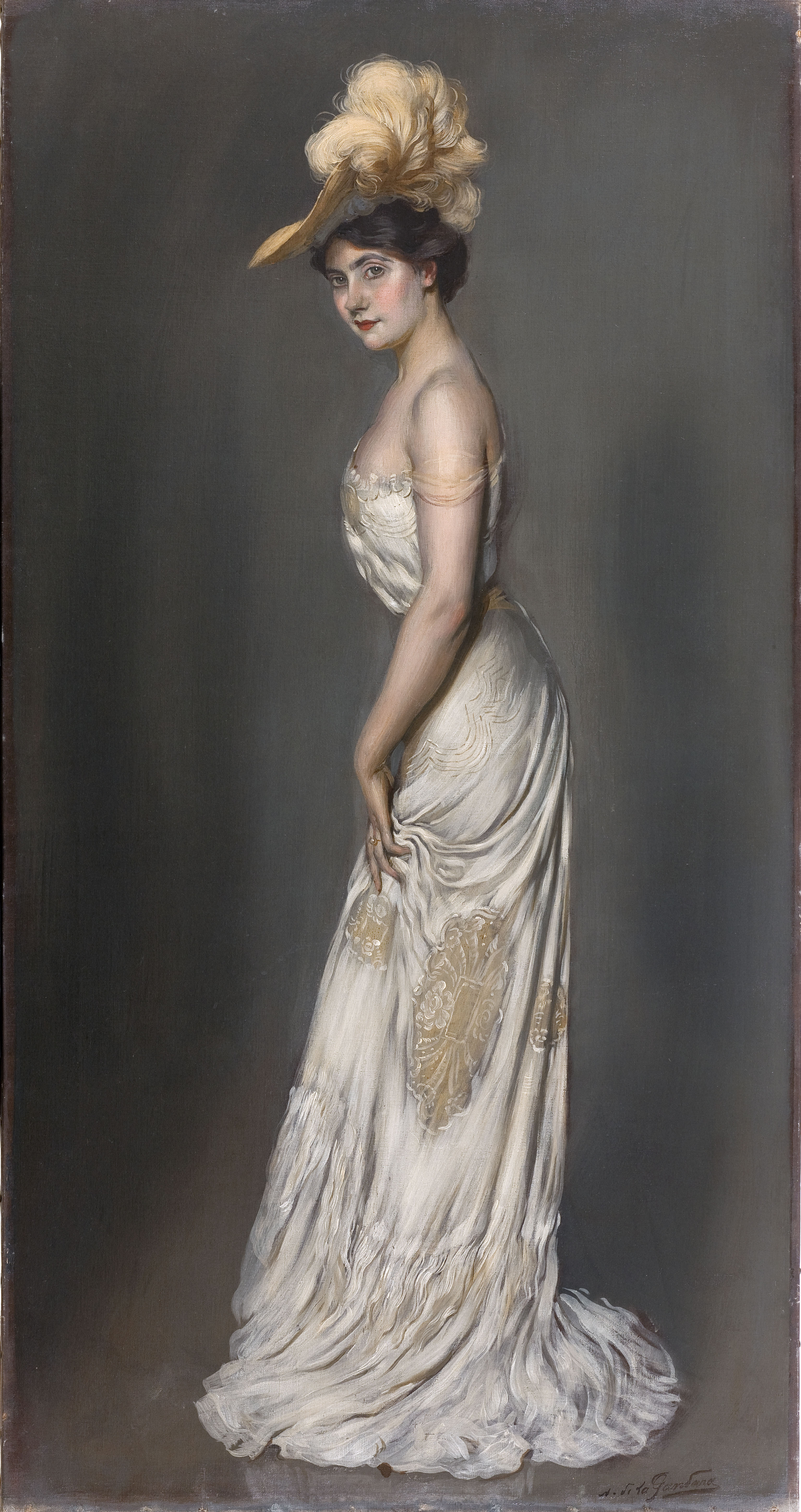
『ルネ・プレジュラン夫人』(1903) プティ・パレ
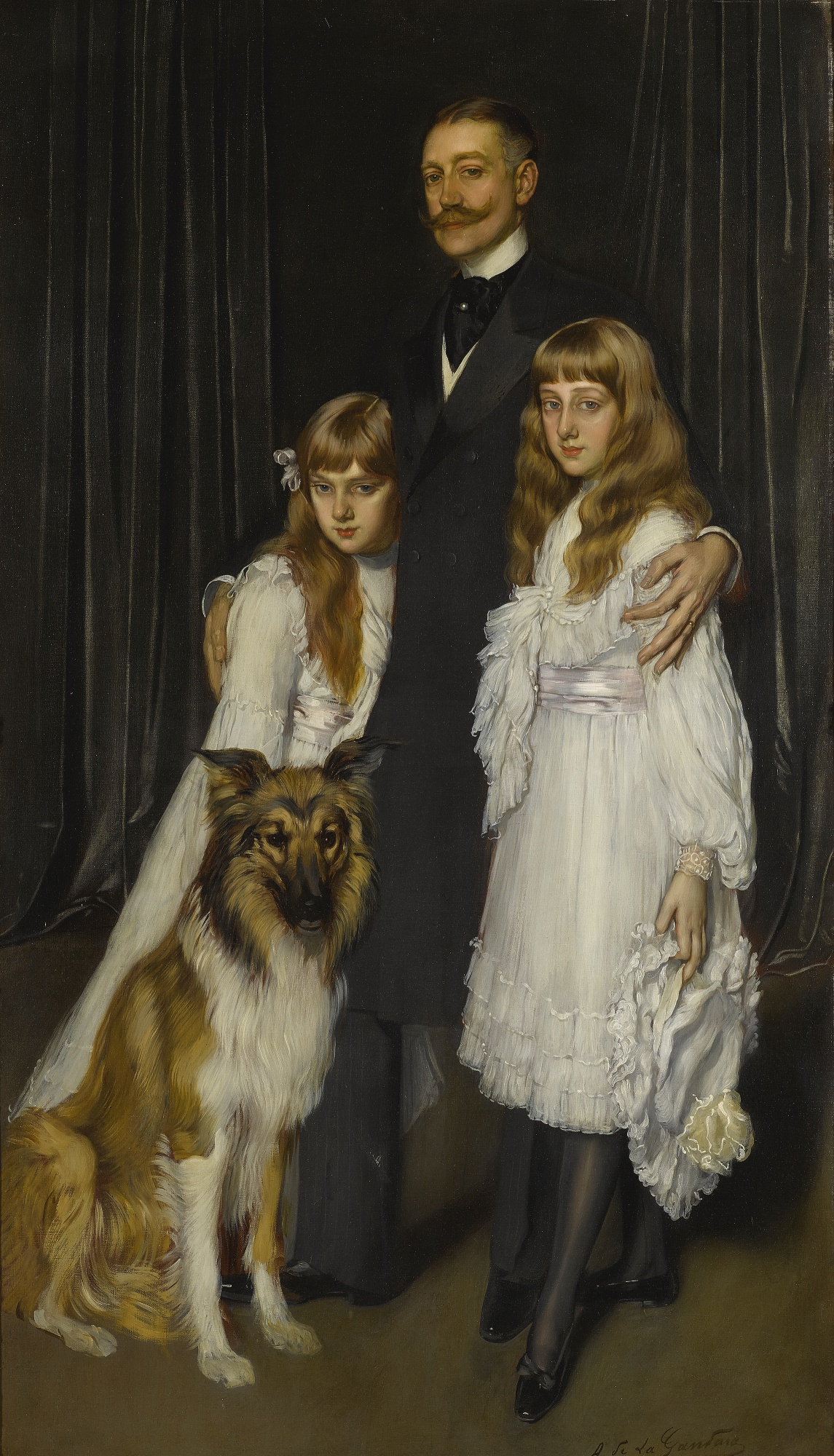
大使とその家族(1904) プティ・パレ